# Pápua Új-Guinea régiói
Pápua Új-Guinea négy régiója az ország legmagasabb szintű közigazgatási felosztása. A közigazgatási feladatok elosztására elsősorban a 22 tartomány szolgál, de a régióknak is jelentős szerepe van: a kormányzati szolgáltatásokat (mint például a rendőrség), a cégek működését, a sportversenyeket és a politikát gyakran régiós alapokon szervezik.

## Szerepe
Az új-guineaiak figyelemmel kísérik, melyik régióból jön a miniszterelnök és hogy honnan kéne jönnie, ha valamiféle vetésforgó van. A miniszterek és osztályvezetők kinevezésében gyakran az is szempont, hogy valamiféle egyensúly legyen a régiók közt. Az embereknek általában van régiós önazonosságtudata, és van régiók közti versengés.

## A régiók
- Felvidék Régió: Simbu tartomány), Kelet-Felvidék tartomány, Enga tartomány, Hela tartomány, Jiwaka tartomány, Dél-Felvidék tartomány és Nyugat-Felvidék tartomány.
- Szigetek Régió: Bougainville autonóm tartomány), Kelet-Új-Britannia tartomány, Manus tartomány, Új-Írország tartomány és Nyugat-Új-Britannia tartomány.
- Momase Régió: Kelet-Sepik tartomány, Madang tartomány, Morobe tartomány és Sandaun tartomány.
- Pápua Régió: Középső tartomány, Öböl tartomány, Milne-öböl tartomány, Oro tartomány és Nyugati tartomány.

Momase újkeletű szóösszerántás: Morobe, Madang és Sepik első két betűit teszi össze.

## Fordítás
Ez a szócikk részben vagy egészben  a   List of regions of Papua New Guinea című angol Wikipédia-szócikk ezen változatának fordításán alapul.  Az eredeti cikk szerkesztőit annak laptörténete sorolja fel. Ez a jelzés csupán a megfogalmazás eredetét és a szerzői jogokat jelzi, nem szolgál a cikkben szereplő információk forrásmegjelöléseként.